# Bankstown Berries FC
Bankstown Berries FC (założony jako Canterbury FC) – australijski klub piłkarski z siedzibą w dzielnicy Bankstown w Sydney (Nowa Południowa Walia), założony w 1886 roku. Zespół występuje w rozgrywkach National Premier League NSW 3. W 1986 roku klub uczestniczył w rozgrywkach National Soccer League (NSL). Dwukrotny mistrz w rozgrywkach National Premier Leagues NSW (1958, 1960).

## Historia
Klub Canterbury FC został założony w 1886 roku jako jeden z pierwszych klubów piłkarskich w Sydney. W tym samym roku klub dotarł do finału rozgrywek pucharowych Rainsford Trophy. W finale uległ drużynie Granville w stosunku 1:3. W latach 40. XX wieku klub funkcjonował pod nazwą Canterbury-Bankstown i triumfował w rozgrywkach ligowych NSW State League w 1945 roku oraz w rozgrywkach pucharowych New South Wales State League Cup w latach 1946 i 1947 dochodził do finału rozgywek. W 1946 roku klub pokonał drużynę Adamstown Rosebud FC w stosunku 4:1. Natomiast w 1947 roku uległ zespołowi Corrimal Rangers w stosunku 1:5.
W drugiej połowie XX wieku klub zaczął występować pod nazwą Canterbury-Marrickville. Na przełomie lat 50. i 60. XX wieku klub dwukrotnie zdobywał tytuły mistrzowskie w rozgrywkach NSW State Premiership w latach 1958 oraz 1960. Pokonując w finale (tzw. Grand Final) w 1958 roku zespół Auburn (2:1), a w 1960 roku drużynę Prague (5:2). Ponadto triumfował w sezonie zasadniczym NSW State Premiership w 1957 roku oraz był dwukrotnym finalistą meczu Grand Final w latach 1957 (porażka z Auburn 3:4) i 1961 (porażka z Sydney Hakoah 1:4). Dodatkowo zespół  Canterbury-Marrickville zwyciężył w rozgrywkach Federation Cup w latach 1957 (wygrana z Gladesville-Ryde 7:2) i 1958 (wygrana z Prague 3:2). W 1985 roku klub drugi raz swojej historii zwyciężył w sezonie zasadniczym rozgrywek NSW Division One.
W 1986 roku Canterbury-Marrickville przystąpił do rozgrywek krajowej ligi National Soccer League. Canterbury-Marrickville zainaugurował rozgrywki w NSL w dniu 31 marca 1986 roku w wyjazdowym spotkaniu przeciwko Sydney Olympic. Spotkanie zakończyło się porażką gości w stosunku 4:0. W inauguracyjnym sezonie klub zajął 11. miejsce w Konferencji Północnej i nie awansował do serii finałowej rozgrywek. Canterbury-Marrickville występował w lidze NSL tylko przez jeden sezon. W wyniku reorganizacji rozgrywek klub spadł do rozgrywek stanowych – NSW Division One. Ostatni mecz w NSL klub rozegrał w dniu  15 września 1986 roku przeciwko drużynie APIA Leichhardt Tigers. Spotkanie zakończyło się porażką w stosunku 0:3.
W 1987 roku klub funkcjonował pod nazwą Canterbury-Marrickville Olympic, powracając do nazwy Canterbury-Marrickville w 1988 roku. W 1994 roku klub zajął 2. miejsce w sezonie zasadniczy i następnie wystąpił w finale rozgrywek NSW Super League. W finale uległ drużynie Bankstown City FC w stosunku 1:3.
W XXI wieku klub zmienił początkowo nazwę na West Sydney Berries, natomiast następnie na Bankstown Berries Football Club. Bankstown Berries FC jest najstarszym i najdłużej nieprzerwanie funkcjonującym klubem piłkarskim w Australii.

## Sukcesy
- Mistrz National Premier Leagues NSW[b]  (2): 1958, 1960;
- Zwycięzca sezonu zasadniczego NPL NSW[b] (2): 1957, 1985;
- Mistrz NSW State League (1): 1945;
- Mistrz National Premier Leagues NSW 2 (2): 1973, 2005;
- Zwycięzca pucharu Federation Cup (2): 1957, 1958;
- Zwycięzca pucharu New South Wales State League Cup (1): 1946.